# الجديرة
الجديرة قرية مقدسية - فلسطينية تتبع محافظة القدس وهي في الجانب الشرقي لمدينة القدس الذي وقع تحت الاحتلال الإسرائيلي في حرب 1967.
تقع إلى الشمال الغربي من مدينة القدس، وتبعد عنها 8 كم، ترتفع عن سطح البحر حوالي 775 متراً، ويصلها طريق معبد يربطها بالطريق الرئيسي طوله 0.1كم، تبلغ مساحة أراضيها حوالي 2044 دونماً، وتحيط بأراضيها قرى: كفر عقب، قلنديا، وبير نبالا، وبيتونيا، ورافات، والجيب. وقدر عدد سكانها عام 1922 (122) نسمة، وفي عام 1945 (190) نسمة، وفي عام 1967 كان (688) نسمة، وفي عام 1996 حوالي (1164). في عام 2007 بلغ عدد السكان 2052، يعيشون في 482 وحدة سكنية.

## سبب التسمية
هناك ثلاثة أقاويل حول تسمية قرية الجديرة. يُقال إنّها كانت في الأصل حظيرة للأغنام، لذا أُطلق عليها هذا الاسم. ويُقال أيضاً إنّها كانت مليئة بالحدائق، فسُمِّيت بالجديرة لأنها جديرة بالذكر. كما يُرجّح أنّ اسمها يعود إلى معناها الذي يشير إلى الجزيرة، وذلك لخصوبة أرضها ووفرة المياه فيها.

## تاريخها
العصر القديم
اقترح العديد من الباحثين أن تكون قرية الجديرة هي الموقع المذكور في الكتاب المقدس باسم جديرة في منطقة بنيامين، والتي كانت موطنًا ليوزاباد الجديراثي، وهو محارب من بنيامين انضم إلى داود. وذُكرت القرية بعد مواقع قريبة مثل عَزْمُوط (التي يُعتقد أنها بلدة حزما الحالية)، وعَنَاثُوث (المحتملة أن تكون عناتا)، وجبعون (المعروفة اليوم بقرية الجيب).
العهد العثماني
خلال التعداد العثماني في القرن السادس عشر، تم تسجيل قرية الجديرة ضمن ناحية القدس. في عام 1838، أُشير إلى قرية الجديرة على أنها قرية إسلامية تقع شمال القدس. في عام 1863، وصف الباحث الفرنسي فيكتور غيرن القرية بأنها قرية صغيرة تحتوي على مسجد مكرّس للشيخ ياسين. كما لاحظ في فناء المسجد حجرًا قديماً ربما كان تاج عمود كورنثي، تم تحويله إلى مدقة يُستخدم فيها لطحن القهوة.
وأظهر سجل عثماني يعود إلى حوالي عام 1870 أن عدد سكان القرية بلغ 40 نسمة، يعيشون في 13 منزلًا، ولم يشمل الإحصاء سوى الذكور. كما تم الإشارة إلى أن القرية تقع شرق الجيب.
وفي عام 1883، وصفها مسح فلسطين الغربية الذي أجرته "صندوق استكشاف فلسطين" (PEF) بأنها "قرية صغيرة تقع على منحدر، محاطة بأشجار التين والزيتون، ويوجد شمالها مقابر منحوتة في الصخر".
فترة الانتداب البريطاني
في تعداد عام 1922 الذي أجرته سلطات الانتداب البريطاني، بلغ عدد سكان الجديرة 122 نسمة، جميعهم من المسلمين. وارتفع العدد في تعداد عام 1931 إلى 139 مسلمًا، يعيشون في 31 منزلًا مأهولًا.
بحسب إحصائيات عام 1945، بلغ عدد سكان الجديرة 190 مسلمًا، فيما بلغت مساحة أراضيها 2,044 دونمًا، وفقًا للمسح الرسمي للأراضي والسكان. من هذه المساحة، كان 353 دونمًا مخصصة للزراعة المروية والأشجار، و1,314 دونمًا لزراعة الحبوب، بينما خُصص 7 دونمات كمناطق عمرانية مبنية.
العهد الأردني
بعد نكبة 1948 واتفاقيات الهدنة عام 1949، أصبحت الجديرة تحت الحكم الأردني. وفي تعداد عام 1961 الذي أجراه الأردن، بلغ عدد سكان الجديرة 328 نسمة.
ما بعد عام 1967
منذ حرب الأيام الستة عام 1967، أصبحت الجديرة تحت الاحتلال الإسرائيلي.
وبموجب اتفاقيات أوسلو عام 1995، تم تصنيف 25.4% من أراضي القرية ضمن المنطقة ب، بينما صُنّف 74.6% ضمن المنطقة ج.
في عام 2005، بدأت إسرائيل ببناء جدار الفصل حول قرى الجديرة، الجيب، بير نبالا، بيت حنينا البلد، وكفر عقب. وقد شُيّد الجدار على أراضٍ فلسطينية صودرت بأوامر عسكرية، مما أدى إلى إحاطة القرى بالكامل وتحويلها إلى جيب معزول.